# God Speed (álbum)
God Speed é o 13º álbum de estúdio de Masami Okui. Foi lançado em 24 de fevereiro de 2006 pela evolution e possui 12 faixas.

## Produção
Este é o segundo álbum que Okui lança por sua própria gravadora, a evolution.

## Recepção
O álbum ficou duas semanas no Oricon Albums Chart, chegando à 111ª posição.
O CD Journal disse que o álbum "é cheio de canções de alta qualidade, características da cantora", destacando as canções "mitsu" e "TRUST".

## Legado
A faixa "mistu" foi usada na adaptação live action de Ray the Animation; e "TRUST" foi a  abertura do anime Kore ga Watashi no Goshujin-sama.

## Faixas
| N.º            | Título                                                       | Letras         | Música                  | Arranjo         | Duração |  |
| 1.             | "wild cat"                                                   | M. Okui        | IPPEI                   | Nils            | 4:50    |  |
| 2.             | "SUBLIMINAL"                                                 | M. Okui        | Monta                   | Monta           | 4:47    |  |
| 3.             | "God Speed"                                                  | M. Okui        | Monta                   | Hideyuki Suzuki | 3:57    |  |
| 4.             | "mitsu" (de RAY)                                             | M. Okui        | M. Okui                 | Monta           | 6:32    |  |
| 5.             | "Red"                                                        | M. Okui        | M. Okui                 | Monta           | 4:33    |  |
| 6.             | "Last Sun"                                                   | M. Okui        | Hiroshi Uesugi          | H. Uesugi       | 3:51    |  |
| 7.             | "Timeliness"                                                 | M. Okui        | M. Okui e Daiju Takatou | D. Takatou      | 4:10    |  |
| 8.             | "Paradise Lost"                                              | M. Okui        | MACARONI☆               | MACARONI☆       | 3:57    |  |
| 9.             | "PRIDE"                                                      | M. Okui        | M. Okui                 | Monta           | 5:41    |  |
| 10.            | "Gift"                                                       | M. Okui        | M. Okui                 | Takahito Eguchi | 7:07    |  |
| 11.            | "Moeyo! Generation"                                          | M. Okui        | MACARONI☆               | MACARONI☆       | 3:35    |  |
| 12.            | "TRUST～Session Mix～" (de Kore ga Watashi no Goshujin-sama) | M. Okui        | M. Okui                 | D. Takatou      | 4:17    |  |
| Duração total: | Duração total:                                               | Duração total: | Duração total:          | Duração total:  | 57:17   |  |